# Federaal Planbureau

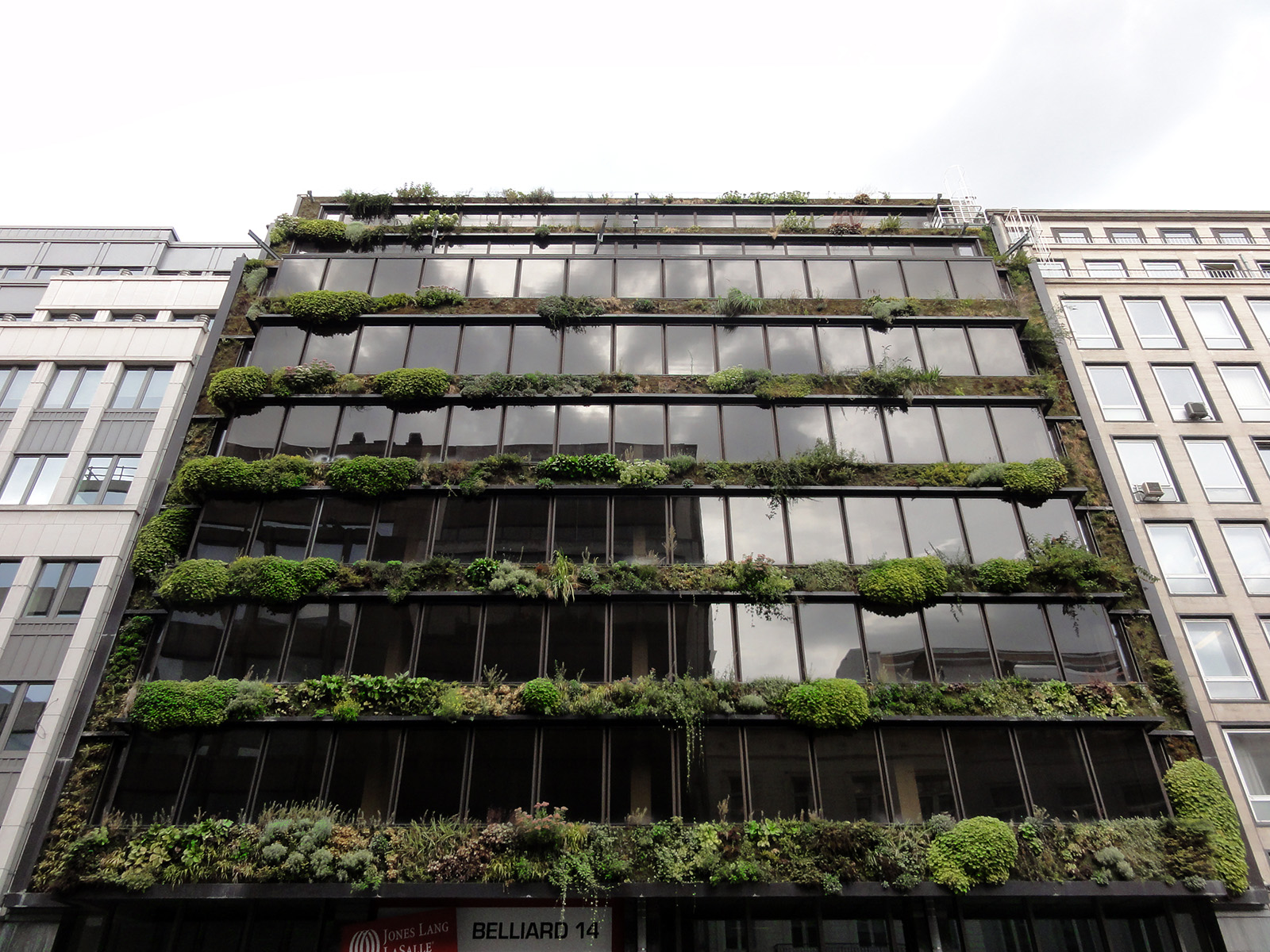

Het Federaal Planbureau (FPB) (Frans: Bureau Fédéral du Plan/Duits: Föderales Planbüro) is een onafhankelijke Belgische instelling van openbaar nut. Het maakt studies en vooruitzichten over economische, sociale en milieubeleidskwesties. Ook wordt de integratie van die beleidskwesties in een context van duurzame ontwikkeling bestudeerd.  
De Ministerraad heeft op 25 november 2023 een ontwerp van koninklijk besluit goedgekeurd waarbij Baudouin Regout is aangesteld als nieuwe Commissaris van het FPB. De Commissaris wordt bijgestaan door de Commissaris-adjunct, Saskia Weemaes.

## Geschiedenis
Bij zijn oprichting op 14 oktober 1959 droeg het Federaal Planbureau de naam Bureau voor economische Programmatie. Zijn opdracht bestond erin het economisch beleidskader, dat tot dan nog onbestaande was, uit te werken door voorstellen te formuleren aan het Ministerieel Comité voor economische en sociale coördinatie. In 1970 veranderde de benaming van het Bureau voor Programmatie in het Planbureau, overeenkomstig de wet van 15 juli van datzelfde jaar. De economische programma’s maken plaats voor economische plannen, die gekenmerkt worden door een formelere benadering en die een regionaal luik omvatten. Vanaf 1980 stapt het Federaal Planbureau af van die aanpak en houdt het zich bezig met de opmaak van economische vooruitzichten op middellange termijn en voert het studies in sociaal-economische en milieudomeinen. In 1994, in navolging van de hervorming van de Belgische staat, wordt het Planbureau omgedoopt tot het Federaal Planbureau. Voortaan maakt het ook vooruitzichten die dienen voor de opmaak van de Rijksbegroting. 

## Rol

### Opdrachten en activiteiten
De voornaamste werkzaamheden van het FPB zijn wettelijk voorgeschreven. Andere werkzaamheden gebeuren op aanvraag van de regering, de sociale partners of het parlement. Het FPB kan ook studies uitvoeren op eigen initiatief of op vraag van derden in het kader van onderzoekscontracten.
De activiteiten van het FPB zijn gecentreerd rond vier assen:
1. Vooruitzichten
  - Economische kortetermijnvooruitzichten die de federale regering gebruikt voor de opmaak van haar begroting;
  - Vooruitzichten op vijf jaar voor de Belgische economie in haar internationale context. Die vooruitzichten analyseren vooral de toekomst van de grote activiteitensectoren, de werkgele-genheid en de overheidsfinanciën;
  - Verkennende langetermijnstudies over de demografische evolutie van onze maatschappij en de financiële gevolgen van de vergrijzing;
  - Vooruitzichten op het vlak van energieverbruik en energieproductie, maar ook van broeikasgasemissies.
  - Transportvooruitzichten.
2. Evaluaties
  - Evaluaties van de economische en sociale weerslag van beleidsmaatregelen zoals de vermindering van de sociale bijdragen, van schokken zoals de stijging van de olieprijzen of van macroeconomische en structurele trends zoals de snellere technologische vooruitgang;
  - Regelmatige en geïntegreerde evaluaties van de uitdagingen en het beleid inzake duurzame ontwikkeling.
3. Onderzoek
  - Onderzoek in het domein van sociale bescherming (pensioenen, gezondheidszorg, langdurige zorg), onderzoek en ontwikkeling, regulering en globalisering, enz.;
  - Besluitvormingsinstrumenten ter ondersteuning van het federale mobiliteits- en vervoersbeleid;
  - Onderzoek rond vernieuwende thema’s in samenwerking met Belgische en buitenlandse onderzoeksinstellingen en deelname aan de werkzaamheden van internationale instellingen, meer bepaald de Europese Commissie, de OESO en het IMF.
4. Statistieken en economische modellering
  - Uitwerking van economische modellen : NIME, NEMESIS, MODTRIM, MALTESE, HERMREG, HERMES, LABMOD, MIDAS, PRIMES, PROMETHEUS, PLANET;
  - Economische, sociale en ecologische indicatoren, alsook statistische beschrijving van de Belgische economie zoals de input-outputtabellen, de milieurekeningen en de transportrekeningen;

### Onderzoeksdomeinen
Het FPB maakt vooruitzichten en evalueert het gevoerde of geplande beleid in de volgende domeinen: 
- Vooruitzichten, projecties en macro-economische analyses
- Regionale economie
- Internationale economie
- Arbeidsmarkt
- Overheidsfinanciën
- Sociale bescherming en vergrijzing
- Bevolking
- Energie, transport en mobiliteit
- Productiviteit en langetermijngroei
- Regulering en globalisering
- Sectorale en intersectorale analyses
- Duurzame ontwikkeling

### Publicaties
Alle studies van het FPB worden gepubliceerd, voorgesteld aan het publiek en ruim verspreid.
De terugkerende rapporten in het kader van de belangrijkste wettelijke opdrachten van het FPB zijn de volgende : 
- De economische begroting (Instituut voor Nationale Rekeningen [INR]);
- De middellangetermijnvooruitzichten (FPB);
- De middellangetermijnvooruitzichten als input voor het Stabiliteitsprogramma van de regering (FPB);
- Het Vergrijzingsrapport (Studiecommissie voor de Vergrijzing [SCvV]);
- Het Nationaal Hervormingsprogramma (overheden);
- Prospectieve studies gas en elektriciteit (FOD Economie, K.M.O., Middenstand en Energie - FPB);
- Het ontwikkelingsplan voor het transmissienet voor elektriciteit (netbeheerder - FOD Economie,

K.M.O., Middenstand en Energie - FPB);
- Input-outputtabellen (INR);
- Satellietrekeningen milieu (FPB);
- Het Rapport inzake duurzame ontwikkeling (FPB);
- Vervoersindicatoren, satellietrekeningen transport en transportsimulaties (FPB);
- Bevolkingsvooruitzichten (FPB - Algemene Directie Statistiek en Economische informatie [ADSEI]);
- Sterftetafels (FPB).

De tussen haakjes vermelde instellingen en commissies dragen de eindverantwoordelijkheid voor het product.

## Lijst van Commissarissen van het Planbureau sinds zijn oprichting
1. Albert Kervyn de Lettenhove (1959-1966)
2. Claude Josz (1966-1969)
3. Robert Maldague (1969-1991)
4. Henri Bogaert (1992-2014)
5. Philippe Donnay (2014-2021)
6. Saskia Weemaes (2021-2023)
7. Baudouin Regout (2023-...)

## Wettelijke basis
- Wet van 21 december 1994 houdende sociale en diverse bepalingen.
- Wet van 5 mei 1997 betreffende de coördinatie van het federale beleid inzake duurzame ontwikkeling, gewijzigd door de wet van 30 juli 2010.
- Wet van 29 april 1999 betreffende de organisatie van de elektriciteitsmarkt en wet van 29 april 1999 betreffende de organisatie van de gasmarkt en het fiscaal statuut van de elektrici-teitsproducenten.
- Wet van 5 september 2001 tot waarborging van een voortdurende vermindering van de overheidsschuld en tot oprichting van een Zilverfonds[dode link].
- Wet van 28 april 2003 betreffende de aanvullende pensioenen en het belastingstelsel van die pensioenen en van sommige aanvullende voordelen inzake sociale zekerheid.
- Programmawet van 17 juni 2009, gewijzigd door artikel 2 van de programmawet van 23 december 2009.

## Nota
1. ↑  Alle publicaties van het FPB zijn beschikbaar op de website : http://www.plan.be